# Liste der größten Unternehmen in Kroatien
Die Liste der größten Unternehmen in Kroatien enthält die in der Liste der Top 500 companies in Central and Eastern Europe veröffentlichten umsatzstärksten Unternehmen in Kroatien im Geschäftsjahr 2015. Banken und Versicherungen haben keinen Rang, da sie in der originalen Top 500 nicht vorhanden sind.
| Rang | Top 500 | Name                          | Hauptsitz      | Umsatz (Mio. €) | Mitarbeiter | Branche                           |
| ---- | ------- | ----------------------------- | -------------- | --------------- | ----------- | --------------------------------- |
| 1.   | 11.     | Agrokor                       | Zagreb         | 6.434,5         | 36.000      | Einzelhandel                      |
| 2.   | 53.     | INA Group                     | Zagreb         | 2.476,1         | 12.503      | Öl und Gas                        |
| 3.   | 91.     | Konzum                        | Zagreb         | 1.711,4         | 11.437      | Einzelhandel                      |
| 4.   | 93.     | HEP Group                     | Zagreb         | 1.694,1         | 31.000      | Energie                           |
| 5.   | 143.    | Roglić Group                  | Zagreb         | 1.253,5         |             | Einzelhandel und Transport        |
| 6.   | 232.    | Hrvatski Telekom              | Zagreb         | 809,3           |             | Telekommunikation                 |
| 7.   | 244.    | HEP - Operator                | Virovitica     | 865,8           |             | Energie                           |
| 8.   | 312.    | Atlantic Grupa                | Zagreb         | 715, 6          |             | Einzelhandel und Transport        |
| 9.   | 318.    | Adris grupa                   | Rovinj         | 707,9           | 3.835       | Tabak, Tourismus                  |
| 10.  | 358.    | Petrol Croatia                | Zagreb         | 632,2           |             | Energie                           |
|      |         | Končar Group                  | Zagreb         |                 | 3.800       | Industrieprodukte                 |
|      |         | Borovo                        | Vukovar        |                 | 613         | Schuhe, Autoreifen, Gummiwaren    |
|      |         | Croatia Airlines              | Zagreb         |                 | 900         | Fluggesellschaft                  |
|      |         | Limex                         | Donji Miholjac |                 | 500         | Metallprodukte                    |
|      |         | Zagreber Börse                | Zagreb         |                 |             | Wertpapierbörse                   |
|      |         | Crotram                       | Zagreb         |                 |             | Straßenbahnhersteller             |
|      |         | Đuro Đaković                  | Slavonski Brod | 92,0            |             | Lokomotiven, Panzer               |
|      |         | Fotokemika                    | Samobor        |                 |             | Filmhersteller                    |
|      |         | Europapress Holding           | Zagreb         |                 |             | Zeitungs- und Zeitschriftenverlag |
|      |         | Jadrolinija                   | Rijeka         |                 |             | Reederei                          |
|      |         | Karlovačka pivovara           | Karlovac       |                 |             | Brauerei                          |
|      |         | Vindija                       | Varaždin       |                 |             | Lebensmittel                      |
|      |         | Zagreb Film                   | Zagreb         |                 |             | Filmstudio                        |
|      |         | Zagrebački električni tramvaj | Zagreb         |                 |             | öffentlicher Verkehr              |